# Derby calcistici in Brasile
Questa è una lista dei derby calcio brasiliani, ordinato per stati. Di seguito sono elencati solo i derby tra club professionistici.

## Regione Nord
Bahia (Salvador)-Sport (Recife) - (Battaglia del Nordest)

## Acre
- Rio Branco (Rio Branco)-Juventus (Rio Branco) Clássico Pai e Filho
- Rio Branco (Rio Branco)-Independência (Rio Branco) Clássico Vovô

## Alagoas
- CSA (Maceió)-CRB (Maceió)[1]

## Amapá
- São José (Macapá)-Ypiranga (Macapá)[2]

## Amazonas
- Nacional (Manaus)-Rio Negro (Manaus) Rio-Nal[3]
- Nacional (Manaus)-São Raimundo (Manaus)  O Clássico Azul, SãoNal[4]
- Rio Negro (Manaus)-São Raimundo (Manaus)[4]
- Nacional (Manaus)-Fast Clube (Itacoatiara) Clássico Pai e Filho[4]
- São Raimundo (Manaus)-Sul América (Manaus) O Clássico do Galo Preto[4]
- Penarol (Itacoatiara)-Nacional (Manaus) O Clássico Uruguaio[4]

## Bahia
- Bahia (Salvador)-Vitória (Salvador) Ba-Vi[5]
- Itabuna (Itabuna)-Colo-Colo (Ilhéus) Clássico do Cacau[6]
- Bahia de Feira (Feira de Santana)-Fluminense de Feira (Feira de Santana) Clássico da Princesa[7]
- Juazeiro (Juazeiro)-Juazeirense (Juazeiro) Ju-Ju[8]
- Serrano (Vitória da Conquista) x Vitória da Conquista (Vitória da Conquista) Clássico do Café[9]
- Atlético de Alagoinhas (Alagoinhas)-Catuense (Catu) Clássico Laranja[10]
- Atlético de Alagoinhas (Alagoinhas)-Fluminense de Feira (Feira de Santana) Clássico de l'Interior[11]
- Bahia (Salvador)-Botafogo de Salvador (Salvador) Clássico do Pote[12]
- Bahia (Salvador)-Galícia (Salvador) Clássico das Cores[13]
- Bahia (Salvador)-Ypiranga (Salvador) Clássico das Pessoas[14]
- Camaçari (Camaçari)-Camaçariense (Camaçari) Clássico do Pólo[15]
- Galícia (Salvador)-Ypiranga (Salvador) Clássico de Ouro[14]

## Ceará
- Fortaleza (Fortaleza)-Ceará (Fortaleza) Derby del Re (Clássico-Rei)[16]
- Fortaleza (Fortaleza)-Ferroviário (Fortaleza) Clássico das Cores[17]
- Ceará (Fortaleza)-Ferroviário (Fortaleza) Clássico da Paz[18]

## Distrito Federal
- Gama (Gama)-Brasiliense (Taguatinga) Clássico Verde-Amerelo[19]
- Brasília (Brasília)-Gama (Gama) Clássico da Brasília[20]

## Espírito Santo
- Rio Branco (Vitória)-Desportiva Ferroviária (Cariacica) Clássico da Capixaba[21]

## Goiás
- Goiás (Goiânia)-Vila Nova (Goiânia)[22]
- Atlético Goianiense (Goiânia)-Goiânia (Goiânia)[23]
- Anapolina (Anápolis)-Anápolis (Anápolis)[24]
- Goiás (Goiânia)-Atlético Goianiense (Goiânia)

## Maranhão
- Sampaio Corrêa (São Luís)-Moto Club (São Luís) O Clássico da Samoto[25]
- Sampaio Corrêa (São Luís)-Maranhão (São Luís) O Clássico da Samará[26]
- Maranhão (São Luís)-Moto Club (São Luís) Maremoto[27]

## Mato Grosso
- Mixto (Cuiabá)-CEOV (Várzea Grande) O Clássico de Milhões[28]
- Mixto (Cuiabá)-Dom Bosco (Cuiabá) O Clássico Vovô[29]
- Luverdense (Lucas do Rio Verde)-Sorriso (Sorriso) O Clássico Soybeano[30]

## Mato Grosso do Sul
- Operário (Campo Grande)-Comercial (Campo Grande) O Comerário[31]
- CENE (Campo Grande)-Comercial (Campo Grande)
- CENE (Campo Grande)-Operário (Campo Grande)

## Minas Gerais
- Atlético Mineiro (Belo Horizonte)-Cruzeiro (Belo Horizonte) Clássico Mineiro[32]
- Atlético Mineiro (Belo Horizonte)-América (Belo Horizonte) O Clássico de Multidões[33]
- Cruzeiro (Belo Horizonte)-América (Belo Horizonte) Derby Mineiro[34]
- Uberlândia (Uberlândia)-Uberaba (Uberaba) Clássico do Triângulo do Mineiro[35]

## Pará
- Paysandu (Belém)-Remo (Belém) O Re-Pa[36]
- Paysandu (Belém)-Tuna Luso (Belém)[37]
- Remo (Belém)-Tuna Luso (Belém)[38]

## Paraíba
- Campinense (Campina Grande)-Treze (Campina Grande) O Clássico Maior[39]
- Botafogo (João Pessoa)-Auto Esporte (João Pessoa) O Botauto[40]

## Paraná
- Atlético Paranaense (Curitiba)-Coritiba (Curitiba) O Atletiba[41]
- Coritiba (Curitiba)-Paraná Clube (Curitiba) O Paratiba[42]
- Atlético Paranaense (Curitiba)-Paraná Clube (Curitiba) O Parático[43]
- Cascavel (Cascavel)-Toledo (Toledo) O Clássico Soybeano[44]
- Londrina (Londrina)-Grêmio Maringá (Maringá) O Clássico do feijão de Café[45]

## Pernambuco
- Sport (Recife)-Santa Cruz (Recife) O Clássico das Multidões[46]
- Sport (Recife)-Náutico (Recife) O Clássico dos Clássicos[47]
- Sport (Recife)-América (Recife) O Clássico dos Campeões[48]
- Santa Cruz (Recife)-Náutico (Recife) O Clássico das Emoções[49]
- Santa Cruz (Recife)-América (Recife) O Clássico da Amizade[50]
- Náutico (Recife)-América (Recife) O Clássico da Técnica e da Disciplina[51]
- Central (Caruaru)-Porto (Caruaru) O Clássico Matuto[52]
- Vitória (Vitória de Santo Antão)-Vera Cruz (Vitória de Santo Antão) O Clássico Vi-Ver[53]
- Petrolina (Petrolina)-1º de Maio (Petrolina) O Clássico de Petrolina[53]
- Cabense (Cabo de Santo Agostinho)-Ferroviário do Cabo (Cabo de Santo Agostinho) O Clássico Ca-Fe[53]

## Piauí
- River (Teresina)-Flamengo (Teresina) O Rivengo[54]

## Rio de Janeiro
- Flamengo (Rio de Janeiro)-Fluminense (Rio de Janeiro) O Fla-Flu[55]
- Flamengo (Rio de Janeiro)-Vasco (Rio de Janeiro) O Clássico dos Milhões[56]
- Botafogo (Rio de Janeiro)-Flamengo (Rio de Janeiro) O Clássico da Rivalidade[57]
- Botafogo (Rio de Janeiro)-Fluminense (Rio de Janeiro) O Clássico Vovô (così chiamato perché è il derby più antico giocato in Brasile)[58]
- Vasco (Rio de Janeiro)-Botafogo (Rio de Janeiro) O Clássico Alvinegro[59]
- Vasco (Rio de Janeiro)-Fluminense (Rio de Janeiro) O Clássico dos Gigantes[60]
- América (Rio de Janeiro)-Vasco (Rio de Janeiro) O Clássico da Paz[61]
- Americano (Campos dos Goytacazes)-Goytacaz (Campos dos Goytacazes) Clássico Goyta-Cano, Clássico da Baía de Campos[62]

## Rio Grande do Norte
- ABC (Natal) vs. América (Natal) O Clássico do Rei[63]

## Rio Grande do Sul
- Grêmio (Porto Alegre)-Internacional (Porto Alegre) O Grenal[64]
- Caxias (Caxias do Sul)-Juventude (Caxias do Sul) O Ca-Ju[65]
- Juventude (Caxias do Sul)-Internacional (Porto Alegre) O Juvenal[66]
- Rio Grande (Rio Grande)-São Paulo (Rio Grande) O Rio-Rita[67]
- Bagé (Bagé)-Guarany (Bagé) O Ba-Gua[68]
- Brasil (Pelotas)-Pelotas (Pelotas) O Bra-Pel[69]
- Brasil (Pelotas)-Farroupilha (Pelotas) O Bra-Far[70]
- Farroupilha (Pelotas)-Pelotas (Pelotas) O Far-Pel[71]
- Avenida (Santa Cruz do Sul)-Santa Cruz (Santa Cruz do Sul) O Ave-Cruz[72]
- Riograndense (Santa Maria)-Internacional (Santa Maria) O Rional[73]

## Rondônia
- Ji-Paraná (Ji-Paraná)-União Cacoalense (Cacoal) Clássico de Bairro[74]

## Roraima
- Atlético Roraima (Boa Vista)-Baré (Boa Vista) O Bareima[75]

## Santa Catarina
- Figueirense (Florianópolis)-Avaí (Florianópolis) Clássico do Florianópolis[76]
- Figueirense (Florianópolis)-Criciúma (Criciúma)[77]
- Figueirense (Florianópolis)-Joinville (Joinville)[78]
- Criciúma (Criciúma)-Avaí (Florianópolis)[79]
- Criciúma (Criciúma)-Joinville (Joinville)[80]
- Avaí (Florianópolis)-Joinville (Joinville)[81]

## São Paulo
- Corinthians (São Paulo)-Palmeiras (São Paulo) O Clássico Paulista[82]
- Corinthians (São Paulo)-São Paulo (São Paulo) O Majestoso[83]
- Palmeiras (São Paulo)-São Paulo (São Paulo) O Choque-Rei[84]
- Corinthians (São Paulo)-Santos (Santos) O Clássico Alvinegro[85]
- Santos (Santos)-São Paulo (São Paulo) O San-São[86]
- Santos (Santos)-Palmeiras (São Paulo) Clássico da Saudade[87]
- Guarani (Campinas)-Ponte Preta (Campinas) O Dérbi Campineiro[88]
- São Caetano-Santo André (Santo André) O Clássico ABC[89]
- Comercial (Ribeirão Preto)-Botafogo (Ribeirão Preto) O Come-Fogo[90]
- São José (São José dos Campos)-Taubaté (Taubaté) Clássico do Vale do Paraíba[91]
- Mogi Mirim (Mogi Mirim)-Guaçuano (Mogi Guaçu)
- Mogi Mirim (Mogi Mirim)-Itapirense (Itapira)

## Sergipe
- Sergipe (Aracaju)-Confiança (Aracaju)[92]

## Tocantins
- Palmas (Palmas)-Tocantinópolis (Tocantinópolis)[93]